# Rumex similans
Rumex similans är en slideväxtart som beskrevs av K. H. Rechinger. Rumex similans ingår i släktet skräppor, och familjen slideväxter. Inga underarter finns listade i Catalogue of Life.